# São Domingos (São Filipe)
São Domingos es una localidad caboverdiana del municipio de São Filipe.

## Geografía
La localidad está situada en la isla Fogo.

## Organización territorial
La localidad abarca los lugares y barrios de:
- Bernardo Gomes
- Fronteira
- Orgão
- Pico da Veiga
- Ribeirinha
- Santa Marta
- Santana
- São Domingos